# Idre og Särna
Idre og Särna (dansk:Særne, norsk: Særna) er en del af Älvdalen kommune i Dalarna i Sverige, som udgjorde egen kommune indtil 1971. Hovederhvervet er turisme, specielt knyttet til skisport.
Idre og Særne tilhørte Norge i vikingetiden og middelalderen. Frem til reformationen i Danmark-Norge i 1536 hørte blev det tidligere Hamar bispedømme imidlertid en del af Oslo bispedømme, et forhold som bidrager til at forklare den svage tilknytning mellem de isolerede bygder i Idre og Særne og den øvrige del af Norge. Hvilket sandsynligvis var medvirkende til, at Idre og Særne senere uden noget tilløb til modstand fra befolkningen blev besat og gjort til en del af Sverige. 
Fra 1503 da Norge administrativt blev inddelt i fire såkaldte slotslen, sorterede Idre og Særne under Akershus len. Lensordningen indebar, at de landskaber som indgik i slotslenene blev styret af lensmanden på vegne af kongen i København. Omkring 1560 var Idre og Særne et af i alt ni underlen eller fogeddømmer, som sammen med de øvrige dele af Akershus len udgjorde Akershus hovedlen.
Under Hannibalfejden blev området i 1644 besat af Sverige efter ordre fra den svenske dronning Christina, som havde fået det svenske rigstyre til at godtage denne invasion af Norge. Besættelsesstyrken var anført af den svenske præst Daniel Buskovius. Han ankom til kirken i Særnedalen sammen med 200 bevæbnede bønder fra Dalarna og Älvdalen med ordre fra rigsstyret - formidlet af landshøvdingen i Falun - om at få befolkningen i Særnedalen til at sværge troskabsed til den svenske krone. 
Dette forløb efter hvad man ved uden det mindste tilløb til modstand. Daniel Buskovius havde imidlertid en fuldmagt i baghånden til at hærge bygderne med ild og sværd, hvis kravet om at underlægge sig svensk lov og ret og sværge troskabsed til den svenske krone som en del af kongeriget Sverige ikke blev efterkommet af bygdefolket. Hvorvidt indholdet i denne fuldmagt blev bekendtgjort for folk i bygderne, fortæller kilderne intet om, men det forhold, at Daniel Buskovius ankom til Særnedalen som anfører for en væbnet overmagt, talte nok sit eget sprog. Det er heller ikke usandsynlig, at bygdefolket var bekendt med de hærgninger, som svenske tropper tidligere havde foretaget både i Jemtland og særlig i Herjedalen som svar på modstand fra bønderne ved tidligere invasioner. 
Da Buskovius sammen med sin styrke på 200 mand ankom til Særnedalen efter fire dagsmarcher, indbød han beboerne til gudstjeneste i den gamle stavkirke i Særnedalen allerede den påfølgende søndag, og forrettede både nadver og dåb. Der havde da ikke været forrettet gudstjeneste i Særnedalen i mange årtier. Buskovius skrev selv i kirkebogen om gudstjenesten og hvordan den forløb. Særlig bemærkede han, hvor uvant almuen var med gudstjenester, og ellers om tildragelser mens han døbte både små og store børn. 
For øvrigt beskrev ham Idre og Særne som særdeles mistrøstige områder, og befolkningen som uoplyst og fattig. Den gamle stavkirke i Særnedalen blev kort efter revet ned, og en ny kirke, Särna gammelkyrka bygget af svenskerne. Den blev rejst, hvor den gamle stavkirke stod, og indeholder i dag en beskrivelse af de hændelserne som gjorde disse norske områder til en del af Sverige.
Da Buskovius havde holdt gudstjeneste i Særnedalen kirke, vendte han om efter at have sendt bud rundt til bygdelavene i området om at aflægge troskabsed til den svenske krone.
Idre og Særnes afgrænsning  blev ikke afklaret ved freden i Brømsebro 1645, men formelt afstået i en aftale i 1751, og har siden både verdsligt og kirkeligt været en del af Sverige.